# Захарија Јерусалимски
Свети Захарија је био патријарх јерусалимски. У време ромејског цара Ираклија удари персијски владар Хозроје II на Јерусалим 614. године, опљачка град, однесе Истински крст у Персију и повуче у ропство огроман број хришћана, међу којима и патријарха Захарију. Јевреји му помагаху у чињењу зла хришћанима. Између осталих јеврејских пакости помиње се и ова: откупе Јевреји од Хозроја деведесет хиљада хришћана и као своје робље све побију. Остао је четрнаест година стари патријарх у ропству. А од Истинскога крста пројаве се многа чудеса у Персији, тако да су Персијанци говорили: "Хришћански Бог дошао је у Персију". Доцније примора Ираклије владара персијског да врати Истински крст с патријархом и преосталим робљем у Јерусалим. Сам цар Ираклије унесе Крст на својим леђима у свети град. Остале дане своје проведе свети Захарија у миру и пресели се ка Господу 631. године. На престолу га замени патријарх Модест, после кога дође свети Софроније (24. март).
Српска православна црква слави га 21. фебруара по црквеном, а 6. марта по грегоријанском календару.